# Липецкие известия
«Ли́пецкие изве́стия» — еженедельная газета Липецка и Липецкой области.
Газета была основана 12 октября 1990 года АНО «Редакция областной независимой газеты «Липецкие известия». Ныне её издатель ООО «Компания «Журналист».
Тираж 20 тыс. экземпляров (на 30.10.18г.)
С газетой сотрудничают известные краеведы, политики.

## Награды
- 12 марта 2010 года газета стала победителем Всероссийского конкурса журналистов «Золотой гонг» — 2010 в номинации «Лучшая региональная газета»[1].